# La Ensenada Chutalijá
La Ensenada Chutalijá är en ort i Mexiko.   Den ligger i kommunen Palenque och delstaten Chiapas, i den sydöstra delen av landet, 800 km öster om huvudstaden Mexico City. La Ensenada Chutalijá ligger 124 meter över havet och antalet invånare är 215.
Terrängen runt La Ensenada Chutalijá är varierad. La Ensenada Chutalijá ligger nere i en dal. Runt La Ensenada Chutalijá är det ganska tätbefolkat, med 54 invånare per kvadratkilometer. Närmaste större samhälle är San Juan Tulija, 3,3 km öster om La Ensenada Chutalijá. I omgivningarna runt La Ensenada Chutalijá växer i huvudsak städsegrön lövskog.